# Guillaume d'Abbes de Cabrerolles
Guillaume d'Abbes baron de Cabrerolles, né le 21 mars 1718 à Bédarieux et mort le 1er octobre 1802 à Saint-Martin-d'Aumes, est un homme de lettres français.
Guillaume d'Abbes baron de Cabrerolles était fils de Guillaume d'Abbes, seigneur de Courbeson (1679-1751). Guillaume d’Abbes était membre de l’Académie de Béziers où il est entré en 1745. Il a été nommé à la Chambre des comptes de Languedoc en 1749. On a de lui une Relation des inondations arrivées à la ville de Bédarieux en 1745, brochure in-8°, réimprimée en 1838. Il a donné l'article Figure à l’Encyclopédie de Diderot et D’Alembert. Guillaume d'Abbes a laissé des écrits en français et en occitan.
Sa noblesse est sujette à caution. Le titre de baron qu'il s'octroie en 1748 reposait sur un document de 1550 dans lequel le mot marchand avait été remplacé par celui d'écuyer. Sa noblesse fut néanmoins confirmée en 1750.
On cite de lui un mot très caustique, adressé à un jeune homme qui lui avait demandé un conseil littéraire : « Mon ami, votre ouvrage verra plus de culs que de visages. »
En 1758, d’Abbes publie Voyage dans les espaces, dans lequel il fait la satire des écrivains de son temps en leur prédisant l'oubli, car notoirement inférieurs aux immortels que sont pour lui Homère, Virgile, Corneille, Racine, Molière et Montesquieu.
Il se retire sur ses vieux jours à Aumes, chez son gendre, Joseph François de Grave qui a épousé en 1764 sa fille Marie Claire Aphrodise d'Abbes. Il en profite pour classer diverses pages écrites (en français et en occitan) au cours de sa carrière.

## Œuvres
- Voyage dans les espaces, Londres, 1758, in-12[6].

## Pour approfondir